# Bundestagswahlkreis Rostock-Land – Ribnitz-Damgarten – Teterow – Malchin
Der Wahlkreis Rostock-Land – Ribnitz-Damgarten – Teterow – Malchin war ein Bundestagswahlkreis in Mecklenburg-Vorpommern. Er umfasste das Gebiet der damaligen Landkreise Rostock-Land, Malchin, Ribnitz-Damgarten und Teterow.

## Geschichte
Der Wahlkreis wurde nach der Deutschen Wiedervereinigung für die Bundestagswahl 1990 neu gebildet und mit der Wahlkreisnummer 266 versehen.
Das Wahlkreisgebiet bestand bis zur Auflösung des Wahlkreises vor der Bundestagswahl 2002 unverändert. Es wurde schließlich auf die neu geschaffenen Wahlkreise Stralsund – Nordvorpommern – Rügen, Greifswald – Demmin – Ostvorpommern und Bad Doberan – Güstrow – Müritz verteilt.

## Abgeordnete
Direkt gewählte Abgeordnete des Wahlkreises waren:
| Jahr | Name                 | Partei | Anteil der Erststimmen |
| ---- | -------------------- | ------ | ---------------------- |
| 1998 | Dirk Manzewski       | SPD    | 35,6 %                 |
| 1994 | Werner Kuhn          | CDU    | 46,2 %                 |
| 1990 | Elisabeth Grochtmann | CDU    | 46,8 %                 |